# Петрова Вас
Петрова Вас (словен. Petrova vas) — поселення в общині Чрномель, Південно-Східна Словенія, Словенія. Висота над рівнем моря: 206 м.